# قالب فستا
در بیوانفورماتیک، قالب فست ا(FASTA) فرمت مبتنی بر متن برای نمایش دو توالی نوکلئوتیدی یا توالی پپتیدی است که در آن نوکلئوتید یا اسید آمینه با استفاده از کدهای تک حرفی نمایش داده می‌شوند. مبدا این قالب بستهٔ نرم‌افزاری فستا است، اما هم‌اینک تبدیل به یک استاندارد در زمینه بیو انفورماتیک شده‌است.
سادگی این قالب استفاده، دستکاری و تجزیه آن را به وسیله نرم‌افزارهای پردازش متن و زبان‌های اسکریپتی مانند پایتون، روبی و پرل آسان نموده‌است.

## قالب
یک رشته در قالب فستا با یک توضیح یک خطی که به وسیله خط‌هایی از رشتهٔ داده دنبال می‌شود، آغاز می‌شود. خط توضیحات به وسیله نویسهٔ علامت بزرگتر('<') در اول آن مشخص می‌شود. اولین کلمه‌ای که در ادامهٔ آن می‌آید شناسهٔ رشته و بقیه کلمات توضیحات مربوط به آن می‌باشند. توصیه شده‌است که طول این قسمت بیش از 80 حرف نباشد. رشته زمانی تمام می‌شود که خطی با علامت بزرگتر شروع شود یا به انتهای فایل برسیم. در زیر نمونه‌ای از استفاده از این قالب برای نمایش یک رشته آورده شده‌است.
```
>gi|5524211|gb|AAD44166.1| cytochrome b [[[Asian Elephant|Elephas maximus maximus]]]
 LCLYTHIGRNIYYGSYLYSETWNTGIMLLLITMATAFMGYVLPWGQMSFWGATVITNLFSAIPYIGTNLV
 EWIWGGFSVDKATLNRFFAFHFILPFTMVALAGVHLTFLHETGSNNPLGLTSDSDKIPFHPYYTIKDFLG
 LLILILLLLLLALLSPDMLGDPDNHMPADPLNTPLHIKPEWYFLFAYAILRSVPNKLGGVLALFLSIVIL
 GLMPFLHTSKHRSMMLRPLSQALFWTLTMDLLTLTWIGSQPVEYPYTIIGQMASILYFSIILAFLPIAGX
 IENY

```

## پیوست
- قالب فستا چیست؟ توضیح قالب فستا.